# Jozef Kluyskens
Josephus Franciscus "Jozef" Kluyskens (Aalst, 9 september 1771 – Gent, 24 oktober 1843) was chirurg, hoogleraar en rector van de Gentse Universiteit.

## Chirurgijn-chirurg
Jozef Kluyskens was de zoon van Mattheus Josephus Kluyskens en van Maria Theresia De Navarre. Middelbare school volgde hij in Aat. Net als Jan Palfijn had ook hij een vader die barbier-chirurgijn was, in Erpe; deze zag voor hem een toekomst als goudsmid, maar Jozef trad liever in zijn voetsporen en ging in de leer bij de Gentse chirurgijn Jean Miele. Hij trouwde met diens dochter Agnes Petronella Miele. Bij de paters Augustijnen leerde hij Frans en Engels en een basale kennis van Latijn, voldoende om boeken over anatomie en fysiologie te kunnen bestuderen. Gesteund door de Gentse mecenas Karel van Hulthem volgde Jozef Kluyskens vanaf 1788 lessen chirurgie en verloskunde aan het Collegium Medicum te Gent.
Na zijn studie deed hij ervaring op bij talrijke veldslagen. In 1792 trad hij als bataljonschirurg in dienst bij het Oostenrijkse leger. Hij raakte een paar maanden  later gewond in de slag bij La Croix-Aux-Bois (waar onder anderen Charles de Ligne sneuvelde) en werd voor herstel naar Longwy gebracht. In 1794 trok hij tegen de Fransen op met het leger van de Republiek der Zeven Verenigde Nederlanden en werd bij het beleg van Landrecies belast met het ambulancevervoer. Maar toen de Zuidelijke Nederlanden na de Slag bij Fleurus (1794) door Frankrijk werden ingelijfd vestigde hij zich te Gent. Dankzij zijn andere mecenas, Bernard Coppens, werd hij er aangesteld als hoofdchirurg van zowel het burgerlijke als het militaire ziekenhuis.
In 1797 verscheen zijn vertaling van Benjamin Bell's A Treatise on Gonorrhoea virulenta and Lues venerea (1793). Hij sprak daarbij de hoop uit dat het "in een nederduitsch gewaad aan mijn landgenoten ook welkom zij". Volgens Blondeau is deze vertaling het belangrijkste en meest uitgebreide nederlandstalige wetenschappelijke werk uit de Franse Tijd. Pas vijf jaar later verscheen er een Franse vertaling van het werk, van de hand van E. Bosquillon.
In 1798 begon hij ook als leraar in de anatomie aan het Collegium Medicum van Gent. Om het nut van de vaccinatie met koepokken te verdedigen en zo breed mogelijk kenbaar te maken publiceerde hij in 1801, eveneens in het Nederlands, hierover een uitgebreide brochure (59 blz.). Daarna publiceerde hij vooral in het Frans. Guillaume Faipoult, de prefect van het Scheldedepartement, bestelde 400 exemplaren van deze Verhandeling over de Koeipokjes om deze over al zijn gemeenten te verspreiden. Nadat Kluyskens zich in Parijs had overtuigd van de preventieve werking werd hij er de grote voorvechter van; de weesmeisjes van de "Rode Lijvekens", die onder de hoede stonden van de Zusters Maricolen, vormden de eerste groep die hij succesvol behandelde (nadat zijn collega Guillaume Demanet er als eerste mee begonnen was in Gent). In 1805 werd het Comité voor de Koepokinenting opgericht, waarvan Kluyskens secretaris was.
In 1802 volgde hij Coppens voorlopig op als leraar anatomie en vier jaar later werd hij leraar in meerdere medische vakken aan de Centrale School (École Centrale de Médecine) van het Scheldedepartement. Hij startte de uitgave van de Annales de littérature médicale étrangère, waarin hij vooral internationale bijdragen opnam en waarvan 19 delen zouden verschijnen; hij werd hierdoor wel de "Lieven Bauwens van de geneeskunst" genoemd.
In de Vijfde Coalitieoorlog in 1809 was het zijn taak om tijdelijke ziekenhuizen op te richten voor de talrijke gewonden die bij de Walcherenexpeditie naar Gent werden geëvacueerd.
Toen Gent in 1811 een delegatie naar Parijs stuurde om Napoleon te feliciteren met de geboorte van de koning van Rome was Kluyskens daartoe een van de drie uitverkorenen, samen met Norbert van Aken en Charles de Ghellinck d'Elseghem Vaernewijck.
In de Slag bij Waterloo was hij opperheelmeester van de Nederlandse legers. Na de slag werd Kluyskens naar Brussel geroepen om er de ziekenhuizen en ambulancediensten te organiseren. Door hem of onder zijn leiding zouden er ongeveer 300 amputaties zijn uitgevoerd, en meer dan 9000 gewonden zijn verzorgd. In zijn functie van hoofdchirurg van het leger plaatste hij tweemaal een advertentie in zijn lokale dagblad om burgers op te roepen om linnen en "charpie" (pluksel van linnen) te schenken voor de gewonden. Vanwege zijn inzet werd hij vervolgens door Willem I benoemd tot Ridder in de Orde van de Nederlandse Leeuw. In 1838 benoemde Leopold I hem tot Ridder in de Leopoldsorde.
Vanwege zijn bijdrage aan de ontwikkeling van de chirurgie als wetenschap, wordt Kluyskens weleens omschreven als "de laatste chirurgijn en de eerste chirurg".

## Hoogleraar en rector
In 1817 richtte Willem I in Gent een Rijksuniversiteit op. Jozef Kluyskens maakte deel uit van de eerste kern hoogleraren. Omdat reglementair was vastgelegd dat de faculteit Geneeskunde slechts 3 gewoon hoogleraren mocht aanstellen, begon Kluyskens zijn carrière als buitengewoon hoogleraar (mede omdat hij geen dokter in de geneeskunde was en geen les kon geven in het Latijn) in de theoretische en praktische heelkunde, evenals in de verloskunde. Hij reisde elk jaar naar Parijs om zich op de hoogte te stellen van nieuwe medische ontwikkelingen en correspondeerde intensief met de medische genootschappen van Londen, Parijs, Berlijn, Toulouse, Bordeaux en Amsterdam.

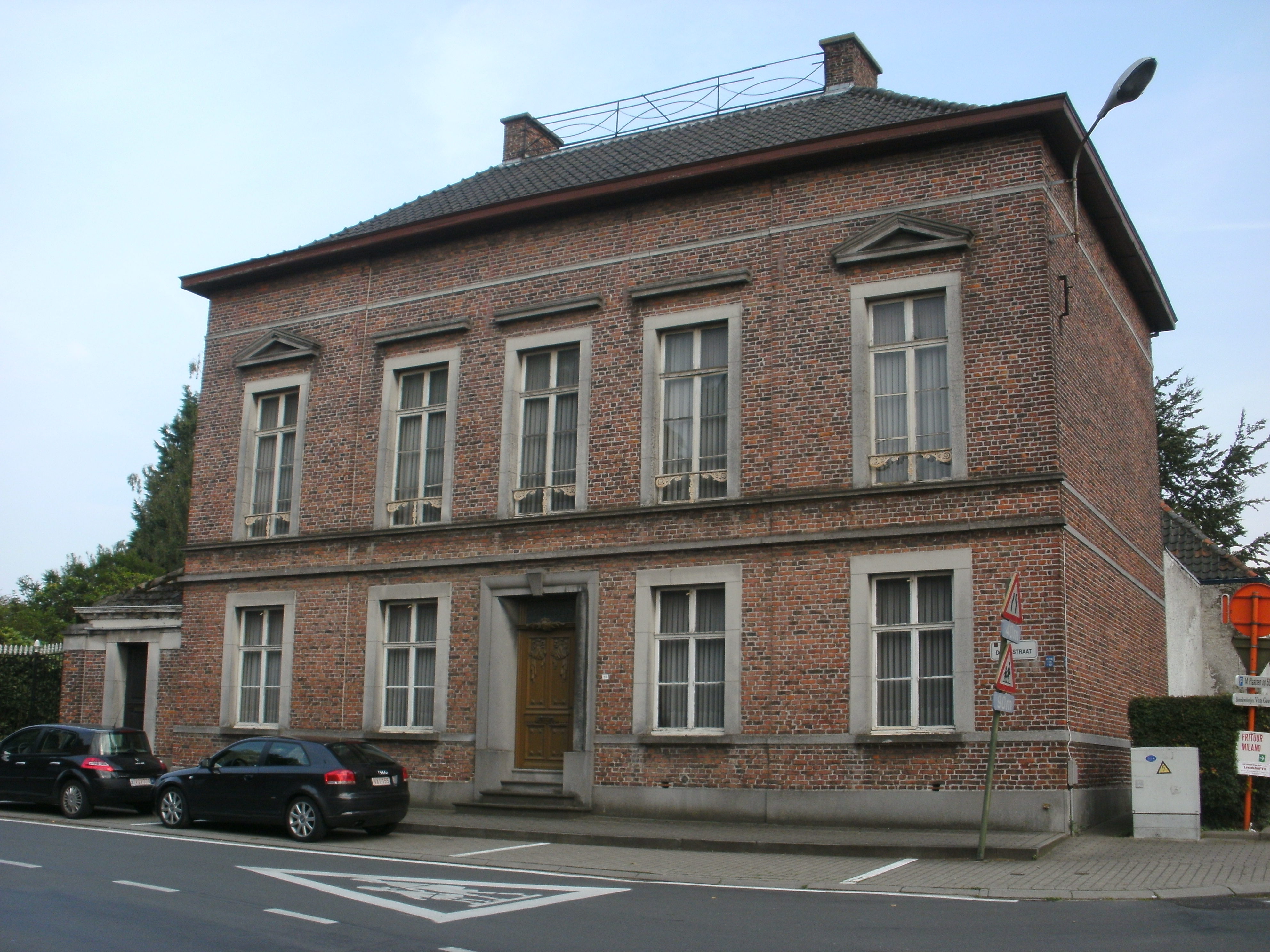
Huize Klayskens, Erpe

In 1818 werden Kluyskens, Pieter-Engelbert Wauters en de Gentse hoogleraar (later rector) François-Égide Verbeeck, als enige medici uit het Zuiden, opgenomen als geassocieerd lid van de Koninklijke Nederlandse Akademie van Wetenschappen. Daar diende hij Nederlandse vertalingenin van zijn bijdragen aan de "Annales de littérature médicale".
Door zijn eigen faculteit werd hem in 1819 de titel doctor honoris causa gegeven en in 1829 werd hij benoemd als gewoon hoogleraar, met als leeropdracht de theorie van de heelkundige operaties, de heelkundige kliniek en de theorie van de verloskunde. In het eerste academiejaar gaf hij de volgende vakken:
- Chirurgiae institutiones
- Chirurgiae clinicae et operationes chirurgicis
- Ars obstetrica

Van 1817 tot 1849/1850 was het wettelijk verplicht elk academiejaar een nieuwe rector aan te stellen uit een andere faculteit. Kluyskens vervulde de functie tweemaal: in 1829/1830 en in 1839/1840.
in 1822 kocht hij in de plaats waar hij opgroeide de voormalige pastorie en liet deze opknappen tot een buitenverblijf, sindsdien "Huize Klayskens" genaamd.
In 1841 ging hij met emeritaat, twee jaar later overleed hij aan een hartaandoening. Net als Wauters had hij in een bewogen tijd geleefd doorheen vijf elkaar snel opvolgende politieke regimes: het Oostenrijkse bewind, de korte Belgische republiek, het Franse, het Hollandse en het Belgische. 

## Trivia
- Bij de Gentse gemeenteraadsverkiezingen van 1836 haalde Kluyskens 988 stemmen, slechts twee minder dan de zeer orangistische Hippolyte Metdepenningen.
- Zowel in Aalst als in Gent werd een straat naar Jozef Kluyskens genoemd. In het Academiënpaleis in Brussel bevindt zich een buste van hem, vervaardigd door Paul De Vigne; in het Stadsmuseum Gent (STAM) een andere, van de hand van Philippe Parmentier.
- Jozef Kluyskens was de overgrootvader van Albert Kluyskens, een hoogleraar in de rechten en rector van dezelfde universiteit te Gent. Diens zoon Paul[18] verrichtte als eerste ooit een transplantatie van een strottenhoofd, in de nacht van 11 op 12 februari 1969[19].

- Gemeinsame Normdatei: 117524336
- International Standard Name Identifier: 0000 0000 0999 9886
- Nederlandse Thesaurus van Auteursnamen: 321820533
- Système universitaire de documentation: 137288530
- Virtual International Authority File: 42617557
- WorldCat: E39PBJwX7rjcFDykvRx78qVBfq